# شهرستان باغات
ناحیهٔ باغات (به ازبکی: Bog‘ot District) یک منطقهٔ مسکونی در ازبکستان است که در استان خوارزم واقع شده‌است.